# Elda Mara Cárdenas Ruz

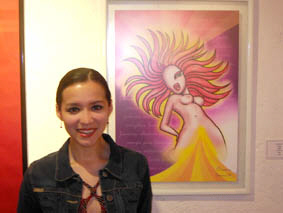
Lunara junto a uma de suas obras

Lunara, pseudônimo da desenhista e artista plástica naíf mexicana Elda Mara Cárdenas Ruz.

## Biografia
Nascida em Poza Rica, Vera Cruz, em 15 de setembro de 1975. Iniciou seus estudos artísticos nas oficinas livres de Artes Plásticas da Universidade de Vera Cruz, em Poza Rica, no ano de 1990. Posteriormente, cursou a carreira de Desenho Gráfico na Escola Gestalt de Desenho em Xalapa, Veracruz, onde se graduou em 1997 e teve como professores Antonio Pérez Ñico (desenho e cartaz), Lázaro Gracia Fernández (desenho e ilustração) e Félix Beltrán (curso de cartaz) - três dos desenhistas cubanos mais destacados e reconhecidos internacionalmente.
Trabalhou no campo da animação (Puebla, 2001 - 2002), desenho editorial, ilustração e fotografia (Xalapa, 2003 - 2006), e, atualmente, também se dedica ao ensino como professora de História da Arte no Instituto Educativo Pan-americano de Xalapa.

## Estilo
Lunara é um pintora surrealista e naíf. Suas obras estão inspiradas em alguns de seus artistas surrealistas favoritos como Frida Kahlo, Remedios Varo, Leonora Carrington, René Magritte, Salvador Dalí e Marc Chagall, e também em impressionistas como Claude Monet. Algumas de suas pinturas com pinceladas grossas e de tonalidades intensas recordam a precursores do expressionismo como Vincent Van Gogh e Vasily Kandinsky.
As luas, os olhos grandes e alongados, as bocas pequenas, os pescoços longos e estreitos, os corações com aspecto de maçã e as cores vivas e intensas são muito frequentes e muito características de suas pinturas.

## Exposições e Congressos
- Feira de Arte, 1990 e 1991 de Poza Rica;
- Instituto Mexicano do Petróleo, 1991 em Poza Rica;
- Encontro com a Arte, 1992 em Poza Rica;
- Semana Cultural, 1992 na Escola Maria Henriqueta de Poza Rica;
- Universidade de Vera Cruz, 1992 na Faculdade de Engenharia de Poza Rica;
- Escola Gabino Barreda de Poza Rica, 1993;
- Museu de Antropologia de Xalapa, 1993;
- Exposição Individual: "O Corpo na Terra e a Alma na Lua", maio de 2005 na Galeria Curiel, Xalapa;
- Exposição coletiva de Arte Erótica junto com outros artistas plásticos e da fotografia: Miguel Fematt, Carlos Cano Jiménez, Marco Venerozzo, Thomas Strobel, Cuauhtemoc García, Kari Torres, Patricia Blanco, René Torres, H. Xavier Solano, Mateo Torre, Arturo García, Nicolás Guzmán, Yaen Tijerina, Irais Esparza, Yan Quirarte, Alberto Orozco, Fernando Contreras e Hugo Curiel, fevereiro de 2006 Galeria Curiel em Xalapa;
- Exposição individual: "A Janela da Minha Alma", novembro de 2007 no Congresso do Estado de Vera Cruz, Xalapa;
- Exposição coletiva: "Natal 2007", dezembro de 2007 na Galeria Curiel, Xalapa.

## Exposições Atuais (Final do Século XX - Início do Século XXI)
Atualmente as obras de Lunara estão expostas em várias galerias de arte da internet.
- Artistrising[1] (EUA, 1995);
- BoundlessGallery[2] (EUA, 2003);
- Rendiva[3](EUA, 2004);
- Picassomio[3] (EUA, 2005);
- Artelista[4] (Espanha).

## Suas Obras
As pinturas de Lunara, em sua maioria, estão feitas com óleo, mas recentemente incorpora algumas obras em outras técnicas como a aquarela e o acrílico. Após um período com obras baseadas na Lua, em 2007 se concentrou em temas espirituais e de contato com a natureza.
- "A Formiga", "Nostalgia". (Puebla, 2002).

- "A Triste Lunara", "A Família", "Cumplicidade", "Serenata Impossivel", "Sensações", "Noturno", "Ontem e Hoje", "O Sonho", "Mara: A Boa Mara, A Má". (Puebla, 2003).

- "Nua". (Xalapa, 2004).

- "Só nos Temos Eu e Eu", O Adeus, "A Dolorosa, A Enojada, A Forte", "A Selvagem Dentro". (Xalapa, 2005).

- "Luxidy e Lunara Iniciando Voo", "Mandala Interior", "Moksha (Liberdade Absoluta),  A Janela da Minha Alma, Nirvana. (Xalapa, 2006).

- Despertar, Jesus Cristo, Madre Maria, Arcanjo Haniel, Magia Nupcial, Ave Lua Rezando, Mãe Árvore, A Mão do Anjo, Arcanjo Gabriel, Fogo Angelical, Anjo Lunar, Mente Sã, Sentindo Presenças, Tributo a Frida, Gato Lua, Arcanjo Miguel, Não Estás Sozinho (Anjo Guardião), Apaixonada, Gatinha Feiticeira, Anjos do Amor, Mundos Mágicos, O Reflexo, Avivando o Fogo Interior, Tattwas, Cúmplices, O Retrato, Liberdade Interior, A Liberdade me Acena, Arcanjo Rafael, Arcanjo Camael, Arcanjo Uriel, Anjo Estelar, Anjo das Flores. (Xalapa, 2007).